# Pico do Fogo

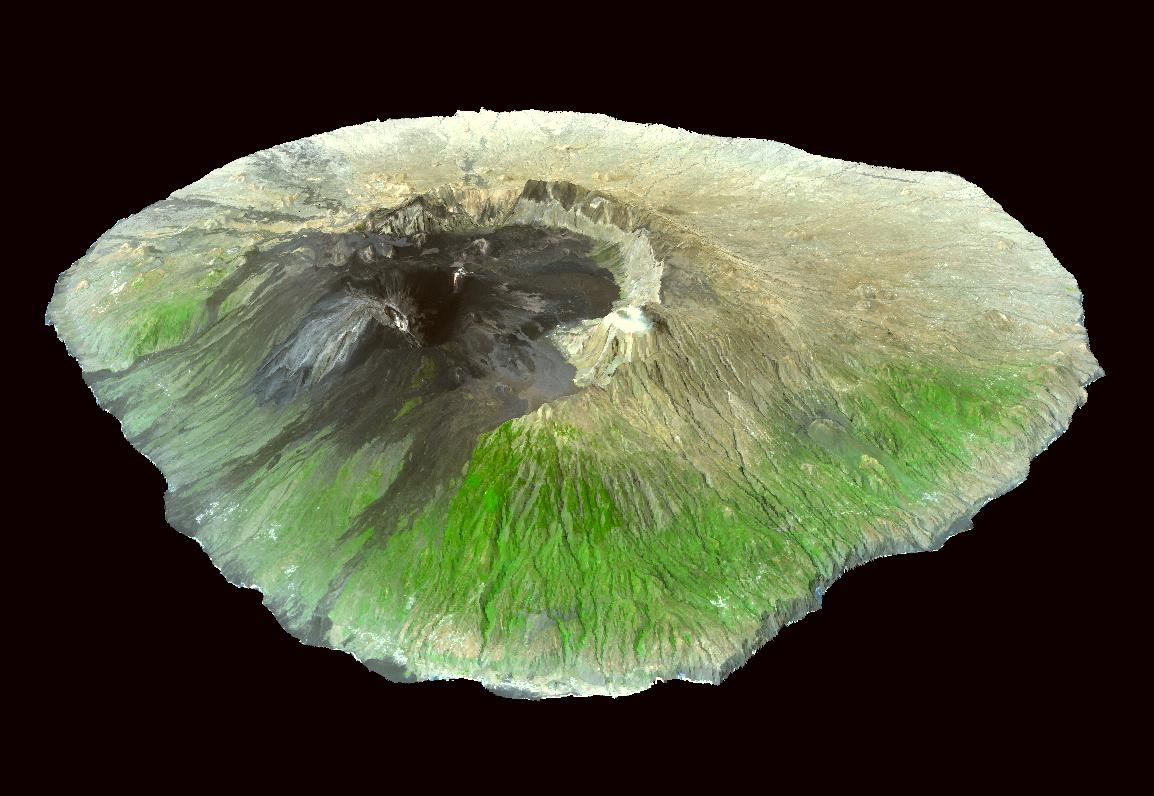
Imagen 3d de la isla de Fogo.

Pico do Fogo (Pico de Fuego) es el pico más alto de Cabo Verde, alcanza los 2.829 metros (9.281 pies) sobre el nivel del mar. Es un estratovolcán activo que se localiza en la isla de Fogo. Desde el siglo XV ha habido 28 erupciones. El cono principal se formó en la erupción de 1680, provocando la emigración masiva de la isla. La única erupción mortal fue en 1847 cuando los terremotos generados en toda la isla cobraron varias vidas.
La gran erupción de 1680 hizo que gran parte de la población emigrara a la vecina Isla Brava. En 1785 la erupción depositó la lava en la parte nordeste de la isla haciéndola crecer, donde hoy se asienta la villa de Mosteiros. Posteriormente se produjeron las erupciones de 1799, 1847, 1852 y 1857. Casi un siglo después se produjo la erupción de 1951 y la última del siglo XX fue en 1995. La primera erupción del siglo XXI se produjo en 2014.

## Erupción de 2014-2015
El 23 de noviembre de 2014 a las diez de la mañana, el volcán entró en erupción, haciéndolo 19 años después de la última erupción. La lava afectó a las antenas de comunicaciones de la zona, y cortó la carretera que une la localidad de Chã das Caldeiras hacia el sur, también invadió la zona de cultivos de viña existentes en la caldera. La localidad fue desalojada debido a la proximidad de la lava. El 24 de noviembre la lava alcanzó y destruyó la sede del parque nacional y las primeras casas de la localidad de Portela. El día 27 de noviembre la lava cambió de rumbo hacia el sur, quedando el frente norte a escasos metros de la localidad de Chã das Caldeiras. El día 1 de diciembre y después de una semana de erupción la lava engulló un total de 400 hectáreas de terreno y 18 casas, quedándose a solo 3 metros de la localidad Chã das Caldeiras. El 2 de diciembre la lava empezó a adentrarse dentro de la localidad de Portela, engullendo más de 50 casas. El día 7 de diciembre la localidad de Portela fue destruida entera y el 70% de la localidad de Bangaeira.
Después de una semana de relativa tranquilidad, el 19 de diciembre de 2014 la lava empezó a destruir las edificaciones y campos de cultivo de la pequeña localidad de Ilheu de Losna, quedando también cortado cualquier acceso por vehículos a Portela. Posteriormente las emisiones de lava fueron de pequeña importancia, dándose por finalizado el episodio eruptivo el 8 de febrero de 2015.

## Otros datos
Las laderas de la montaña son utilizadas para el cultivo de café, mientras que la lava se utiliza como material de construcción. Cerca de su pico hay una caldera y una pequeña aldea, Chã das Caldeiras, está dentro de esta caldera.